# São Tomé e Príncipe nos Jogos Paralímpicos de Verão de 2016
São Tomé e Príncipe participa nos Jogos Paralímpicos de Verão de 2016 no Rio de Janeiro, Brasil, de 7 a 18 de setembro de 2016.

## Atletismo
Masculino
Pista
| Atletas        | Evento    | Preliminares | Preliminares | Semifinal | Semifinal | Final       | Final       |
| Atletas        | Evento    | Marca        | Posição      | Marca     | Posição   | Marca       | Posição     |
| -------------- | --------- | ------------ | ------------ | --------- | --------- | ----------- | ----------- |
| Alex dos Anjos | 100 m T47 | DNS          | DNS          | —         | —         | Não Avançou | Não Avançou |